# IC 1632
IC 1632 је елиптична галаксија у сазвјежђу Рибе која се налази на листи објеката дубоког неба у Индекс каталогу.
Деклинација објекта је + 17° 41' 0" а ректасцензија 1h 10m 43,4s. Привидна величина (магнитуда) објекта IC 1632 износи 15,5 а фотографска магнитуда 16,5. IC 1632 је још познат и под ознакама DRCG 5-52, PGC 4205.